# 釋諦閑
釋諦閑（1858年—1932年），法名古虛，字諦閑，號卓三，俗姓朱，浙江省黃巖縣（今中國浙江省台州市黃巖區）人。諦閑法師為中國清末民初高僧，平生著述豐碩，弘法演教，誨人不倦。他重振天台法脈，為天台宗第四十三代教觀總持，對中國近代佛教發展深具貢獻。

## 生平

### 早年生活
諦閑法師生於清咸豐八年（1858年）正月初六，父親為度潤公，母親為王氏，在家中排行老三。資賦聰慧，九歲時入私塾就學，十五歲時因父親病故而輟學。十六歲聽從母命隨舅父學醫，一日有一中年人前來求診，平日身體健壯，只因微疾，便致一病不起。法師問舅父：「藥能醫命嗎？」舅父答：「藥只醫病，安能醫命！」於是法師心中萌生出世之念，轉而尋求醫命之學。十八歲娶妻後，於黃巖城北門，開設中藥店，兼為人診病開方，以仁慈心，常為貧苦無依者義診施藥。二十歲時，妻母皆亡，法師深覺世世無常，人命脆弱，厭離家獄束縛之苦，有感而發：「藥雖多、醫雖良，但療身而不療心。治病而不治命，何況業火炎炎，境風浩浩，非世法所能濟於萬一。」於是決意發心出家。

## 弘法
二十四歲，於天台山國清寺受具足戒。先後依敏曦、曉柔、大海諸師研習法華、楞嚴經等。二十六歲至平湖福臻寺，從敏曦受學《天台教觀》。
二十七歲，到上海龍華寺， 聽曉柔法師講《法華經》，翌年又聽大海法師講《楞嚴經》，兼講偏座－即小座覆講。是年應杭州六通寺之請，升大座講《法華經》。某日在座上講至〈舍利弗授記品〉，寂然入定，默不一語。逾時出定，則古粲蓮花，辯才無礙。諦閑法師一生說法利人，肇端於此。講經圓滿，回到國清寺閉關潛修。這時上海龍華寺方丈天台宗四十二代祖跡瑞定融法師，對諦閑法師十分器重，勸請他出關助理寺務，任為龍華寺副寺。
二十九歲，光緒十二年（西元 1886 年），受定融大師授記付法，傳持天台教觀第四十三世。四十六歲，首任永嘉頭陀寺住持，歷任紹興戒珠寺、上海龍華寺、寧波觀宗寺、天台山萬年寺住持，於此講經四十餘載。民國八年（西元 1919 年），於觀宗寺開創觀宗學舍、觀宗研究社，講經弘法，授以台宗大小諸部；致力於天台義學之弘揚。民國廿一年七月，法師入寂於觀宗寺，世壽七十五，僧臘五十五。後建塔於慈谿五磊山。

## 法嗣

### 師長
- 釋成道
- 釋敏曦
- 釋曉柔
- 釋大海
- 釋迹瑞

### 弟子
- 釋倓虛
- 釋寶靜
- 釋常惺
- 釋仁山
- 釋妙真
- 釋顯蔭

### 著名俗家弟子
- 蔣維喬
- 徐蔚如
- 王一亭
- 江味農

## 著作
- 《圓覺經講義》[5]

- 《大乘止觀述記》[6]

- 《大佛頂首楞嚴經指昧疏》

- 《始終心要解》

- 《天台宗講義》[7]

- 《教觀綱宗講義》

- 《楞嚴經序指味疏》一卷

- 《諦閑大師遺集》十冊

- 《金剛經新疏》

## 外部連結
- 諦閑法師二三事 （页面存档备份，存于）

- 諦閑大師往生記 （页面存档备份，存于）
- 觀世音菩薩普門品講義（諦閑法師） （页面存档备份，存于）